# Робел Фсіха
Робел Фсіха Хагос (швед. Robel Fsiha Hagos, нар. 7 березня 1996) — шведський легкоатлет еритрейського походження, який спеціалізується в бігу на довгі дистанції та кросі.
У 2019 відзначився на світовій та континентальній першостях з кросу. На чемпіонаті світу в березні, посівши 17 місце, був першим європейцем на фініші дорослого забігу. У грудні цього ж року доволі неочікувано став чемпіоном Європи з кросу.